# Japan Ice Hockey League 1991/92
Die Saison 1991/92 war die 26. Spielzeit der Japan Ice Hockey League, der höchsten japanischen Eishockeyspielklasse. Meister wurde zum insgesamt fünften Mal in der Vereinsgeschichte der Kokudo Ice Hockey Club. Topscorer mit 58 Punkten wurde Motoki Ebina von Meister Kokudo.

## Modus
In der Regulären Saison absolvierte jede der sechs Mannschaften insgesamt 30 Spiele. Die beiden Erstplatzierten spielten anschließend in einer Best-of-Five-Serie den Meister unter sich aus. Für einen Sieg erhielt jede Mannschaft zwei Punkte, bei einem Unentschieden einen Punkt und bei einer Niederlage null Punkte.

## Reguläre Saison

### Tabelle
|    | Team                                | GP | W  | L  | T | GF  | GA  | Pts |
| -- | ----------------------------------- | -- | -- | -- | - | --- | --- | --- |
| 1. | Kokudo Ice Hockey Club              | 30 | 22 | 5  | 3 | 178 | 77  | 47  |
| 2. | Ōji Eagles                          | 30 | 22 | 6  | 2 | 155 | 73  | 46  |
| 3. | Snow Brand Ice Hockey Club          | 30 | 16 | 13 | 1 | 115 | 103 | 33  |
| 4. | Seibu Prince Rabbits                | 30 | 14 | 15 | 1 | 81  | 107 | 29  |
| 5. | Jūjō Papaer Kushiro Ice Hockey Club | 30 | 10 | 19 | 1 | 102 | 128 | 21  |
| 6. | Furukawa Ice Hockey Club            | 30 | 2  | 28 | 0 | 47  | 190 | 4   |

GP = Spiele, W = Siege, L = Niederlagen, T = Unentschieden

## Finale
- Ōji Eagles – Kokudo Ice Hockey Club 1:3 Siege (5:7, 2:3, 3:2, 1:2)

### Topscorer
Abkürzungen: T = Tore, A = Assists, P = Punkte
|     | Spieler          | Team       | T  | A  | P  |
| --- | ---------------- | ---------- | -- | -- | -- |
| 1.  | Motoki Ebina     | Kokudo     | 30 | 28 | 58 |
| 2.  | Norio Suzuki     | Ōji        | 24 | 28 | 52 |
| 3.  | Yuji Iga         | Kokudo     | 20 | 24 | 44 |
| 4.  | Toshiyuki Sakai  | Kokudo     | 20 | 23 | 43 |
| 5.  | Hikomi Senuma    | Kokudo     | 17 | 24 | 41 |
| 6.  | Sayaka Ishii     | Kokudo     | 17 | 20 | 37 |
| 7.  | Kenji Tanaka     | Snow Brand | 19 | 15 | 34 |
| 8.  | Akihito Sugisawa | Ōji        | 19 | 9  | 28 |
| 9.  | Koshi Kiyoe      | Kokudo     | 10 | 17 | 27 |
| 10. | Hiroshi Hikigi   | Ōji        | 14 | 12 | 26 |
| 10. | Hidekatsu Takagi | Ōji        | 7  | 19 | 26 |

## Auszeichnungen
- Most Valuable Player – Motoki Ebina, Kokudo Ice Hockey Club
- Rookie of the Year – Takaaki Irie, Furukawa Ice Hockey Club

## All-Star-Team
| Tor          | Shinichi Iwasaki (Kokudo) | Shinichi Iwasaki (Kokudo) | Shinichi Iwasaki (Kokudo) | Shinichi Iwasaki (Kokudo) | Shinichi Iwasaki (Kokudo) | Shinichi Iwasaki (Kokudo) |
| Verteidigung | Kunio Takagi (Kokudo)     | Kunio Takagi (Kokudo)     | Kunio Takagi (Kokudo)     | Hidekatsu Takagi (Ōji)    | Hidekatsu Takagi (Ōji)    | Hidekatsu Takagi (Ōji)    |
| Sturm        | Motoki Ebina (Kokudo)     | Motoki Ebina (Kokudo)     | Toshiyuki Sakai (Kokudo)  | Toshiyuki Sakai (Kokudo)  | Norio Suzuki (Ōji)        | Norio Suzuki (Ōji)        |